# الصلاة في المسجد
الصلاة في المسجد هي لوحة زيتية للرسام الفرنسي جان ليون جيروم، تصور اللوحة المصلين داخل أحد المساجد المصرية، اللوحة معروضة ضمن مقتنيات متحف المتروبوليتان للفنون.